# Candace Cameron
Candace Cameron, dopo il matrimonio Candace Cameron Bure (Panorama City, 6 aprile 1976), è un'attrice statunitense.

## Biografia
I genitori la indirizzano molto presto al mestiere di commédienne e la presentano ad un agente. Molto giovane inizia a girare pellicole pubblicitarie e a soli sei anni ottiene il suo primo ruolo in una serie televisiva.
Nel 1987 viene ingaggiata per la sit-com Gli amici di papà, di cui sarà una dei protagonisti sino al termine, nel 1995, nel ruolo di DJ Tanner. Ruolo che riprende nel sequel Le amiche di mamma dal 2016 al 2020.
Altro suo ruolo di rilievo è quello di Summer Van Horne nella serie televisiva Make It or Break It - Giovani campionesse, ruolo che interpreta dal 2009 al 2012. Dal 2015 le viene affidato il ruolo di Aurora Teagarden nella serie TV I misteri di Aurora Teagarden.
Nel 2014 partecipa con Mark Ballas a Dancing with the Stars dove arrivano al terzo posto.

### Vita privata
Candace è la sorella minore dell'attore, regista e religioso Kirk Cameron.
Nel 1996 ha sposato l'hockeista su ghiaccio Valerij Bure, con il quale ha avuto 3 figli.

## Filmografia

### Cinema
- Un meraviglioso batticuore (Some Kind of Wonderful), regia di Howard Deutch (1987)
- L'ultima battuta (Punchline), regia di David Seltzer (1988)
- Monster Mash: The Movie, regia di Joel Cohen e Alec Sokolow (1995)
- The Wager, regia di Judson Pearce Morgan (2007)
- Faith of Our Fathers, regia di Carey Scott (2015)
- Un eroe sconosciuto (Unsung Hero), regia di Joel Smallbone e Richard L. Ramsey (2024)

### Televisione
- A cuore aperto (St. Elsewhere) - serie TV, 5 episodi (1982-1984)
- Alice - serie TV, episodio Tis the Season to Be Jealous (1983)
- T.J. Hooker - serie TV, episodio The Confession (1984)
- Punky Brewster - serie TV, episodio Milk Does a Body Good (1985)
- Disneyland - serie TV, episodio Piccole spie (1986)
- Disneyland - serie TV, episodio Albert e Alice (1987)
- Casalingo Superpiù (Who's the Boss?) - serie TV, episodio Mona (1987)
- Genitori in blue jeans - serie TV, 2 episodi (1987-1988)
- Gli amici di papà (Full House) - serie TV, 192 episodi (1987-1995)
- Ho visto cosa hai fatto... e so chi sei! (I Saw What You Did), regia di Fred Walton - film TV (1988)
- Il club di Topolino - serie TV, episodio Guest Day (1989)
- Camp Cucamonga, regia di Roger Duchowny - film TV (1990)
- Il segreto di Sharon (Sharon's Secret), regia di Michael Scott - film TV (1995)
- Visitors of the Night, regia di Jorge Montesi - film TV (1995)
- Cybill, serie TV, episodio When You're Hot, You're Hot (1996)
- L'amore acerbo (No One Would Tell), regia di Noel Nosseck - film TV (1996)
- Kidz in the Wood, regia di Neal Israel - film TV (1996)
- She Cried No, regia di Bethany Rooney - film TV (1996)
- Nella notte... un grido (NightScream), regia di Noel Nosseck - film TV (1997)
- Crescere, che fatica! - serie TV, episodio The Witches of Pennbrook (1997)
- Twice in a Lifetime - serie TV, episodio Moonshine Over Harlem (2001)
- Raven - serie TV, episodio Teacher's Pet (2007)
- La città di Babbo Natale (Moonlight & Mistletoe), regia di Karen Arthur - film TV (2008)
- Make It or Break It - Giovani campionesse - serie TV, 41 episodi (2009-2012)
- Truth Be Told, regia di Jonathan Frakes - film TV (2011)
- Can't Get Arrested - serie TV, episodio House of Pain (2011)
- The Heart of Christmas, regia di Gary Wheeler - film TV (2011)
- Un cucciolo per due (Puppy love), regia di Harvey Frost (2012)
- Cercando la normalità (Finding normal), regia di Brian Herzlinger (2012)
- Let It Snow, regia di Harvey Frost (2013)
- Vicini del terzo tipo - serie TV, episodio There Goes the Neighbors' Hood (2014)
- Il segreto di Natale (Christmas Under Wraps), regia di Peter Sullivan - film TV (2014)
- Così come sei (Just the Way You Are), regia di Kristoffer Tabori - film TV (2015)
- Il destino sotto l'albero (A Christmas Detour), regia di Ron Oliver - film TV (2015)
- I misteri di Aurora Teagarden (Aurora Teagarden Mystery) – serie TV, 18 episodi (2015-2022)
- Un Natale mai raccontato (Journey Back to Christmas), regia di Mel Damski - film TV (2016)
- Le amiche di mamma (Fuller House) - serie TV, 75 episodi (2016-2020)
- Scambiamoci a Natale (Switched for Christmas), regia di Lee Friedlander - film TV (2017)
- Le scarpe magiche di Natale (A Shoe Addict's Christmas), regia di Michael Robison - film TV (2018)
- Natale a Grandon Falls (Christmas Town), regia di David Weaver - film TV (2019)
- If I Only Had Christmas, regia di David Weaver - film TV (2020)

## Doppiatrici italiane
Nelle versioni in italiano delle opere in cui ha recitato, Candace Cameron è stata doppiata da:
- Cinzia Villari in Gli amici di papà (st. 5-8), I misteri di Aurora Teagarden (ep. 10-18), Un Natale mai raccontato, Le amiche di mamma, Le scarpe magiche di Natale
- Deborah Ciccorelli ne I misteri di Aurora Teagarden (ep. 10-18), Tutto merito del Natale, Il concorso di Natale, Città di Natale
- Veronica Pivetti in Gli amici di papà (st. 1-4)
- Monica Ward in Make It or Break It - Giovani campionesse
- Perla Liberatori in Cercando la normalità
- Patrizia Mottola in Un cucciolo per due
- Emanuela Damasio ne Il concorso di Natale